# 유크스
유크스(Yuke's)는 오사카시에 위치한 일본의 비디오 게임 개발사이다. 1993년 2월 26일 다니구치 유키노리에 의해 설립되었다. 이 회사는 프로레슬링 기반 WWE 비디오 게임 시리즈를 개발한 것으로 유명하다.

## 게임
- 리얼 스틸
- WWE '12
- WWE 13